# قوة محركة للجماعة
دينامية الجماعة أو ديناميات الجماعة أو دِينَامِيكِيَّة الجماعة أو القوى المحركة للجماعة هو مصطلح يشير إلى نظام من السلوكيات والعمليات النفسية التي تحدث داخل مجموعة اجتماعية نفسها (وتسمى ديناميات داخلية (بالإنجليزية: intragroup)‏)، أو بين مجموعات مختلفة وتسمى ديناميات مجموعات متداخلة (بالإنجليزية: intergroup)‏. تفيد دراسة ديناميات الجماعة في فهم سلوكيات صنع القرارات، وفي تتبع انتشار الأمراض في المجتمع، وفي خلق تقنيات علاج فعالة، وتعقب ظهور وشعبية أفكار وتكنولوجيات الجديدة. كما أن ديناميات الجماعة هي جوهر فهم العنصرية والتمييز على أساس الجنس، وغيرها من أشكال التحيز والتمييز الاجتماعي. وعادة ما تدرس هذه المفاهيم في مجالات علم النفس، وعلم الاجتماع والأنثروبولوجيا والعلوم السياسية، وعلم الأوبئة، والتعليم، والعمل الاجتماعي، والأعمال التجارية، ودراسات الاتصال.
ويمكن تعريف دينامية الجماعة كمجال دراسة يركز على تطوير المفاهيم حول طبيعة الجماعة، والقوانين التي تتحكم في تطورها وعلاقاتها المترابطة مع الأفراد ومع الجماعات الأخرى والمسلمات التي تتعلق بها.

## التسمية
يتألف مصطلح "دينامية الجماعة من كلمتين:
- الدينامية: حالة الدفق والأنشطة المتماسكة والمتسقة والمجتمعة التي تؤدي إلى تحقيق هدف الجماعة على النحو التوخى.
- الجماعة: هي وحدة اجتماعية من اثنين أو أكثر من الأفراد الذين لديهم قواسم مشتركة من المعتقدات والقيم، ويتبعون نفس القواعد ويعملون من أجل أهداف ومهام مشتركة متفق عليها.

## أهم النظريات

### جوستاف لوبون
كان دراسة الفرنسي غوستاف لوبون، الخبير في علم النفس الاجتماعي، المعنونة «الحشد: دراسة في العقل الشعبي» والمنشورة عام 1896، هي أساس إنشاء وتطور علم نفس الجماعة.

### وليم ماكدوغال
بحث عالم النفس البريطاني وليام ماكدوغال في أعماله المعنونة «عقل الجماعة» (1920) في ديناميات المجموعات من مختلف الأحجام ودرجات التنظيم.

### سيغموند فرويد
إنطلق سيغموند فرويد في طرح مسائل سيكولوجية الجماعة من مبادئ لوبون في بحثه «علم نفس الجماعة وتحليل الأنا» (نشر عام 1922)، إلا أنه تشغب بالموضوع وبدء طرح أفكاره الخاصة في بحثه لعنوان «الطوطم والحرام». وذكر ثيودور أدورنو في كتابه «النظرية الفرويدية ونمط الدعاية الفاشية» أن فرويد كان السباق في رؤية نشوء وطبيعة الفاشية في التأثير على الجماهير.

### جوزيف مورينو
كان جوزيف مورينو طبيب نفساني وكاتب مسرحي وفيلسوف ومنظر الذي صاغ مصطلح «علاج الحماعة النفسي» في بدايات ثلاثينات القرن العشرين 1930s وكان له تأثير كبير في ذلك الوقت.

### كورت ليفين
يعتبر ليفين مؤسسة الحركة التي اهتمت بدراسة الجماعة بشكل علمي. هو من وضع مصطلح «دينامية الجماعة» الذي يصف طريقة تصرف الأفراد والجماعة عندما يواحهون تغييرات في الظروف.

### وليم شولتز
ما بين 1958 و1966، درس شولتز العلاقات بين الأشخاص من خلال ثلاثة حدود: تضمين،(بالإنجليزية: inclusion)‏ والسيطرة (بالإنجليزية: control)‏، والمودة (بالإنجليزية: affection)‏ والذي أصبح أساس نظرية سلوكيات الجماعة التي تبحث في إيجاد الحلول للمسائل بطرقة تدريجية. وسمى هذه النوع من الديناميات بـ«العالم السفلي للعلاقات بين الأشخاص» (بالإنجليزية: the interpersonal underworldCC)‏ وذلك لتعاملها بأليات وإجرأت جماعية غير مرئية.

### ويلفرد بيون
في عام 1961، درس بيون موضوع دينامية الجماعة من وجهة نظر التحليل النفسي. اكتشف أنه هناك عدة عمليات التي تنظم الحشد والتي تضمن جميع أفراد المجموعة أن يتبعوا توجه موحد والتي تسبب في تضعضع المجموعة وفشلها في تحقيق الهدف المشترك.

### بروس تاكمان
طور تاكمان في عام 1965 نموذج مراحل الجماعة الخمسة والمسمى بإسمه والذي حدد مراحل إتخاذ القرارات بخمسة مراحل متتالية:
- مرحلة التأليف (بالإنجليزية: Forming)‏: وهي المرحلة البدائية التي يتظاهر أفراد الجماعة بالتوالف والتعاون.
- مرحلة العواصف (بالإنجليزية: Storming)‏: وهي المرحلة التي يتواجه به الأفراد من أجل تحقيق الهدف من دون أي توالف وحتى ترك اللياقات.
- مرحلة التوافق (بالإنجليزية: Norming)‏: وهي المرحلة التي يتوافق بها الأفراد بعد أن يعرفوا قدرات الفريق المختلفة ويبدؤا ببناء الثقة فيما بينهم.
- مرحلة الأداء (بالإنجليزية: Performing)‏: وهي المرحلة التي يعمل بها الأعضاء كفريق واحد ويتجهوا إلى تحقيق الهدف المنشود بجدارة.
- مرحلة الانفضاض (بالإنجليزية: Adjourning)‏: وهي مرحلة أضافها تاكمان لاحقا في عام 1977 وهي مرحلة انفضاض الجماعة بعد تحقيق الهدف. كما سماها مرحلة التعزية لما تترافق بمشاعر الحزن لانفصال أعضاء الجماعة عن بعضهم.

### سكوت بيك
مستلهما من أفكار تاكمان، طور سكوت بيك مراحل تطور الجماعات ذات نطاق واسع مثل المجتمعات التي وصفها كالتالي:
- المجتمع الزائف (بالإنجليزية: Pseudo-community)‏: وهي المرحلة الأولى التي تكون نوايا الأعضاء حسنة إلا أنهم يتجنبون إغضاب الأخرين وبالتالي لا يبحثون الأمور بشكل عميق منعا لجرح شعور الأخرين.
- الفوضى (بالإنجليزية: Chaos)‏: وفي هذه المرحلة، تنطلق الروحية السلبية وتطفو الضغائن بين الأفراد إذ يحاول أكثرهم فرض رؤيتهم الخاصة. يصف بايك هذه المرحلة بـ«الفوضى الجميلة» لأنها دلالة صحية لإتجاه الأفراد نحو تطوير أهداف مشتركة مع بقي الجماعة.
- الفراغية (بالإنجليزية: Emptiness)‏: وهو في هذه المرحلة، يترك الأعضاء أفكار التسلط والتحيزات والشعور بالتفوق ويتجهوا نحو التعاطف والتعاضد من أجل خلق بيئة إتصال وتعاون للعمل معا على تحديد الأهداف. وبالتالي، تنموا الثقة المتبادلة بين الأعضاء. وللوصول إلى هذه المستوى، يقوم الأعضاء بتفريغ أنفسهم من كل الأفكار الهدامة التي تحد من قدرة الأفراد على المشاركة والتعبير عن أفكارهم والاستماع إلى أفكار الأخرين بجدية وتطويرها. وهذه من أصعب المراحل الأربعة.
- مجتمع حقيقي (بالإنجليزية: True Community)‏: بعد قطع مرحلة الفراغية، يدخل الأفراد إلى التعاطف والتعاضد التام فيما بينهم. يصبحوا على تواصل صامت وتفاهم ضمني. ويصبح للأفراد القدرة على تفهم مشاعر الأخرين. وتصبح المناقشات، حتى الحادة منها، فعالة ومفيدة. وتصبح السعادة مستدامة بين جميع الأعضاء. وتغدوا الاختلافات والنقاشات مادة ضرورية من أجل التطور والنمو.

### رتشارد هاكمان
طور هاكمان نموذجا لتنظيم وإدارة مجموعات العمل. اعتبر هاكمان أن نجاح مجموعات العمل يتعتمد على إرضاء العملاء الداخليين والخارجيين وعلى تطوير قدرات على الإداء العالي في المستقبل، وعلى إيجاد معنى ورضى من خلال العمل مع المجموعة. قدم هاكمان خمس شروط لنجاح المجموعات، وهي:
1. تأليف فريق حقيقي: يمكن تحقيق ذلك عن طريق إيجاد مهمة مشتركة وحدود جلية توضح من هو داخل الفريق ومن هو خارجه وعن طريق ضمان استقرارا في عضوية المجموعة.
2. اتجاه مقنع لا يقاوم: وذلك عبر التأكد من وجود هدف واضح وبمستوى تحدي مناسب.
3. سياق داعم للعمل: الذي يحدث مع المجموعات المتداخلة بمجموعات أكبر مثل في حالة الشركات. ففي الشركات، يشكل هذا الشرط عل إيجاد نظم للمكافأت الذي يكافئ الإداء العالي والتعاون مثل مكافأت للمجموعة تعتمد على إداء المجموعة ككل. نظام تعلمي يضمن التطور المستمر
4. تدريب خبير: والذي يحدث في المناسبات النادرة عندما يشعر أعضاء المجموعة بحاجة إلى مساعدة في القضايا المهمة أو الشخصية. هاكمان يؤكد أن العديد من قادة المجموعات هم متغطرسون وقدي تقويضون فعالية المجموعة.

## إقراء أيضًا
- سلم كوغ
- كيانية
- تعاون
- تضافر
- ميسر
- سلوكية الجماعة
- نرجسية جماعية
- العلاقات بين الأشخاص
- تنزيل قرار
- ضبط اجتماعي
- وسائل تعزيز العلاقات الاجتماعية بين أعضاء الفريق الواحد
- حركة العلاقات الإنسانية